# Międzynarodowe Biennale Małej Formy Graficznej i Ekslibrisu w Ostrowie Wielkopolskim

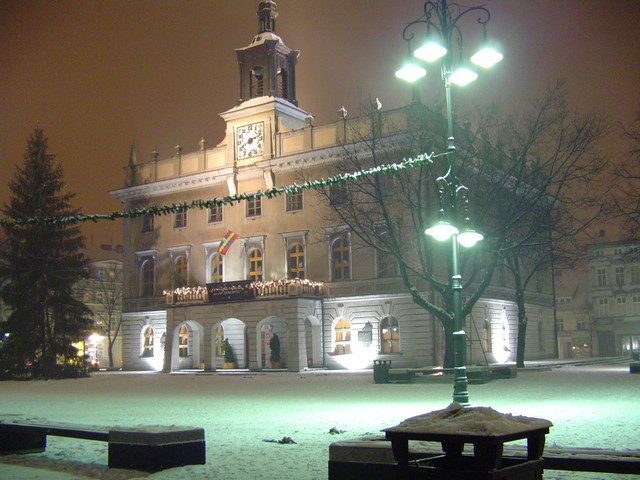
Ratusz w Ostrowie Wielkopolskim

Międzynarodowe Biennale Małej Formy Graficznej i Ekslibrisu w Ostrowie Wielkopolskim - jedna z najważniejszych w Polsce (po Międzynarodowe Biennale Ekslibrisu Współczesnego w Malborku) imprez kulturalnych prezentujących sztukę ekslibrisu.
Zainicjowany został w roku 1985 przez współorganizatorów konkursu: pedagog Bożenę Woś i grafika Czesława Wosia. Główna wystawa odbywa się w pierwszej połowie lata w ostrowskim ratuszu. 
W 2019 roku konkurs zmienił nazwę na Międzynarodowy Konkurs Małej Formy Graficznej i Ekslibrisu. Jednocześnie organizatorzy podjęli decyzję o zmianie cyklu konkursu - z dwuletniego na trzyletni. 
Dotychczas odbyło się ich osiemnaście (ostatnia w 2022 roku).